# 2347 Vinata
2347 Vinata este un asteroid din centura principală, descoperit pe 7 octombrie 1936 de Henry Giclas.